# نمودار ایشیکاوا
نمودار ایشیکاوا (انگلیسی: Ishikawa diagram‎) به سبب شکل آن که شبیه به استخوان ماهی است، به نام نمودار استخوان ماهی (انگلیسی: Fishbone diagram‎) و به سبب نوع آنالیز آن، به نام نمودار علت و معلول (انگلیسی: Cause and Effect diagram‎) نیز شناخته می‌شود. این نمودار یکی از هفت ابزار کنترل کیفیت است و نشان دهنده علت‌های مختلف به وجود آمدن یک رویداد می‌باشد که در سال ۱۹۶۸ توسط کائورو ایشیکاوا به وجود آمد.
این نمودار نشان می‌دهد که چگونه عوامل مختلفی ممکن است با مشکلات یا اثرات بالقوه مرتبط شوند. در ادامه با پرسیدن «چرا» یا «چگونه» در امتداد یکی از خطوط، می‌توان دلیل اصلی احتمالی آن را کشف کرد. دیاگرام‌های ایشیکاوا یا همان علل و معلولی، همچنین در آنالیز ریسک نیز استفاده می‌شوند.

## مقدمه

نمونه نمودار ایشیکاوا علل ایجاد مشکل را نشان می دهد.

نقص یا مشکل به عنوان سر ماهی و در سمت راست نمودار نشان داده می‌شود و علل آن به‌عنوان استخوان ماهی به سمت چپ توسعه داده می‌شوند. به منظور رسیدن به سطوح جزئیات مورد نظر، دنده ها به عنوان دلایل اصلی از ستون فقرات منشعب می شوند و با ریزدنده های فرعی که از دنده ها منشعب شده اند، برای به بیان علل ریشه ای تر می پردازیم.
نمودارهای ایشیکاوا در دهه 1960 توسط کائورو ایشیکاوا ، که پیشگام فرآیندهای مدیریت کیفیت در کارخانه‌های کشتی‌سازی کاوازاکی بود، رایج شد و در این فرآیند به یکی از بنیان‌گذاران مدیریت مدرن تبدیل شد.
این مفهوم پایه ای اولین بار در دهه 1920 مورد استفاده قرار گرفت و یکی از هفت ابزار اساسی کنترل کیفیت در نظر گرفته می شود. این نمودار به دلیل شباهت آن به نمای جانبی اسکلت ماهی به عنوان نمودار استخوان ماهی شناخته می شود.
معروف است که مزدا موتورز از نمودار ایشیکاوا در توسعه خودروی اسپرت میاتا ( MX5 ) استفاده کرد. 

## مزایا
- ابزار طوفان فکری بسیار بصری که می تواند نمونه های بیشتری از علل ریشه ای را ایجاد کند
- به سرعت تشخیص دهید که آیا علت اصلی چندین بار در یک درخت علّی مشابه یا متفاوت یافت شده است
- به شخص اجازه می دهد همه علل را به طور همزمان ببیند
- تجسم خوب برای ارائه مسائل به ذینفعان

## معایب
- نقص های پیچیده ممکن است دلایل زیادی داشته باشد که ممکن است از نظر بصری به هم ریخته شود
- روابط متقابل بین علل به راحتی قابل شناسایی نیست [۷]

## علل ریشه ای

نمودار ایشیکاوا که علل اصلی احتمالی یک عکس تار را نشان می دهد

تجزیه و تحلیل علت ریشه ای برای آشکار کردن روابط کلیدی بین متغیرهای مختلف و همچین علل احتمالی در نظر گرفته می شود. در نتیجه بینش بهتری را در مورد رفتار فرآیند به مطالعه گر ارائه می دهد.
علل ریشه ای از طریق تجزیه و تحلیل، و غالباً از طریق جلسات طوفان فکری پدیدار می شوند و سپس در شاخه های اصلی استخوان ماهی دسته بندی می شوند. برای دستیابی به رویکرد منسجم، دسته ها اغلب از یکی از مدل های رایج نشان داده شده در زیر انتخاب می شوند، اما ممکن است در کاربرد خاص و در موارد خاص، به صورت یک شئ منحصر به فرد نیز ظاهر شوند.
برای یافتن علت اصلی، غالباً هر علت ممکن را با استفاده از تکنیک 5 چرا ، پیدا میکنیم. 
5 M (مورد استفاده در تولید)
5 M که از تولید ناب و سیستم تولید تویوتا سرچشمه می گیرد، یکی از رایج ترین چارچوب ها برای تجزیه و تحلیل علت ریشه ای است: 
- نیروی انسانی / قدرت ذهن (کار فیزیکی یا دانشی، شامل: کایزن ها، پیشنهادها)
- ماشین (تجهیزات، فناوری)
- مواد (شامل مواد خام، مواد مصرفی و اطلاعات)
- روش (فرایند)
- اندازه گیری / متوسط (بازرسی، محیط زیست)

گاهاً بااضافه کردن سه مورد زیر به موارد بالا  تعداد آنها افزایش سافته و به آنها 8 M می گویند: 
- ماموریت / طبیعت مادر (هدف، محیط زیست)
- مدیریت / قدرت پول (رهبری)
- نگهداری

مدل 9M
علاوه بر منابع شناسایی شده زیر که می توانند بر نتیجه مطلوب یک فرآیند تأثیر بگذارند یا فرصت ها را از بین ببرند:
1. روش
2. مادر طبیعت
3. مرد
4. اندازه گیری
5. دستگاه
6. مواد، [۱۱]

می توانید زیر را نیز در نظر بگیرید:
1. موارد اجباری: مانند دستورالعمل ها که از قوانین (استانداردها، مقررات بدنه یا سیاست‌ها/روش‌های رفتار سازمان) سرچشمه می‌گیرد.
2. واقعیت محدودیت‌های فناوری : راهی برای کاهش خطر به عدد صفر وجود ندارد.
3. تفسیر نادرست از واقعیت: علم واقعیت را با استفاده از مدل ها نشان می دهد (اما شناخت کامل از واقعیت حاصل نمی شود).

## تعریف آنالیز علل و معلولی
آنالیز علل و معلولی به شما کمک می‌کند تا قبل از اینکه به فکر راه حل باشید، در مورد دلایل یک مشکل، از جمله دلایل احتمالی ریشه‌ای، فکر کنید. با شناسایی تمام علل احتمالی و نه فقط بارزترین موارد، می‌توانید در جهت رفع مشکل تلاش کنید.
کار با تجزیه و تحلیل علت و معلولی، افراد درگیر را قادر می‌سازد تا بینشی مشترک در مورد مشکل کسب کنند، راه حل‌های ممکن را توسعه دهند و از دانش جمعی تیم استفاده کنند.

## زمان استفاده
زمانی از این ابزار استفاده کنید که بخواهید دلیل وقوع یک مشکل خاص را تعیین کنید. این ابزار به شما کمک می‌کند که مسئله را بخوبی درک کنید و تمام علل احتمالی را شناسایی کنید، نه فقط موارد واضح!
سطح‌بندی علت‌ها: در حالت عادی، وقتی به بررسی یک مسئله می‌پردازیم، تمام علت‌هایی را که به ذهن می‌رسند یک جا کنار هم قرار می‌دهیم (این کار مثلاً ممکن است با طوفان فکری انجام شود).
به محض این‌که علت‌های احتمالی مشخص شد، به سراغ راه حل مسئله و روش مواجهه با آن علت‌ها می‌رویم.
اما نمودار استخوان ماهی، ما را وادار می‌کند که همهٔ علت‌های احتمالی را در یک سطح نبینیم و عادت کنیم آن‌ها را در سطح‌های مختلف قرار دهیم. همین کار ظاهراً ساده باعث می‌شود ذهن ما به روی راه‌حل‌های قابل استفاده بازتر شود.
یک سرعت‌گیر مفید در مسیر حل مسئله: ما معمولاً احساس خوبی به سرعت‌گیرها نداریم و آن‌ها را مانع رانندگی نرم و راحت می‌دانیم. اما در حل مسئله، وجود سرعت‌گیر می‌تواند بسیار مفید باشد. پریدن به سمت نتیجه‌گیری (Jumping to the Conclusion) یکی از خطاهای شناختی ذهن ماست. در مواجهه با بسیاری از مسائل، ما یک یا چند راهکار قابل استفاده را در ذهن داریم و به‌محض این‌که مسئله مطرح می‌شود، به سراغ راه‌حل‌های پیشنهادی خودمان می‌رویم. حتی حرف زدن از ریشهٔ مشکل هم، می‌تواند به یک کاریِ صوری و ظاهری تبدیل شود.
اما نمودار استخوان ماهی اجازه نمی‌دهد به سرعت به سمت راه‌حل حرکت کنیم و وادار می‌شویم بیشتر به صورت مسئله بپردازیم.
کمک به تقویت نگاه سیستمی: هیچ‌کس نمودار استخوان ماهی را تنها با یک تیغ ترسیم نمی‌کند. به عبارت دیگر، این شکل نمودار شما را وادار می‌کند که به علت‌های متعدد فکر کنید.
کمک به تبدیل مشکل به مسئله: ترسیم نمودار استخوان ماهی یکی از ساده‌ترین و بهترین روش‌ها برای وادار کردن شما و هم‌صحبت‌هایتان به خرد کردن مشکل و تبدیل آن به چند مسئله است.
یک چارچوب برای بحث و گفتگوهای گروهی: اگر قرار باشد مشکلی را در تیم کاری و سازمان خود بررسی کنید، نمودار ایشیکاوا یک کاربرد دیگر هم خواهد داشت. البته این کاربرد برای نقشه ذهنی هم وجود دارد: «این نمودار، یک چارچوب برای بحث مطرح می‌کند.»
وقتی چند نفر دور یک میز می‌نشینند و می‌خواهند دربارهٔ مسئله‌ای فکر کنند، معمولاً یکی دو نفر جریان بحث را در اختیار می‌گیرند و دیگران هم، یا به فکر کردن ترغیب نمی‌شوند یا فرصتی برای بیان افکار و ایده‌های خود پیدا نمی‌کنند.
اما تلاش برای تکمیل کردن نمودار استخوان ماهی، ناگزیر فرصتی فراهم می‌آورد تا همه با یکدیگر حرف بزنند و هر کس، فرصتی برای اظهارنظر داشته باشد. خصوصاً این‌که این اظهارنظر، بدون چارچوب هم نیست و به هر نکته‌ای که اشاره می‌شود، باید رابطهٔ علّی آن با سایر فاکتورها هم مد نظر قرار گیرد.

## چگونگی استفاده
۱- مشکل را شناسایی کنید. آن را در یک جعبه بنویسید و یک پیکان را به سمت آن بکشید. در مورد مسئله دقیق با جزئیات فکر کنید. در صورت لزوم، مشخص کنید که چه کسی در این امر دخیل است، مشکل چیست و چه موقع و در کجا رخ می‌دهد.

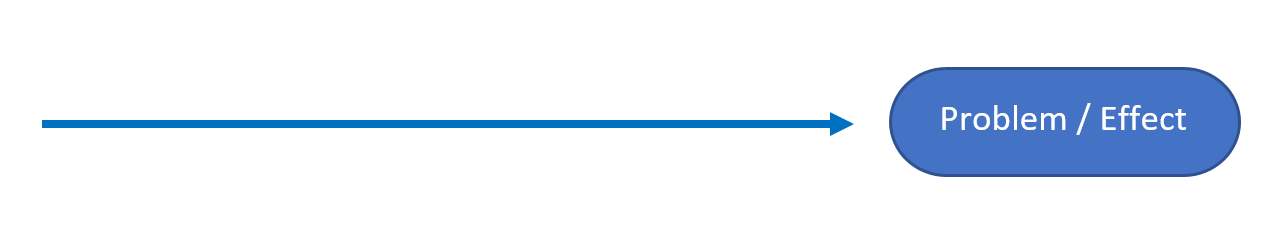
مرحلهٔ اول رسم دیاگرام علت و معلولی

۲- عوامل اصلی را شناسایی کرده و چهار یا چند شاخه را از پیکان بزرگ بیرون بکشید تا دسته‌های اصلی علل بالقوه را نشان دهد. دسته‌ها می‌توانند شامل: تجهیزات، محیط، روش‌ها و افراد و … باشند. اطمینان حاصل کنید که دسته‌هایی که استفاده می‌کنید با مشکل / معلول خاص شما مرتبط باشند.

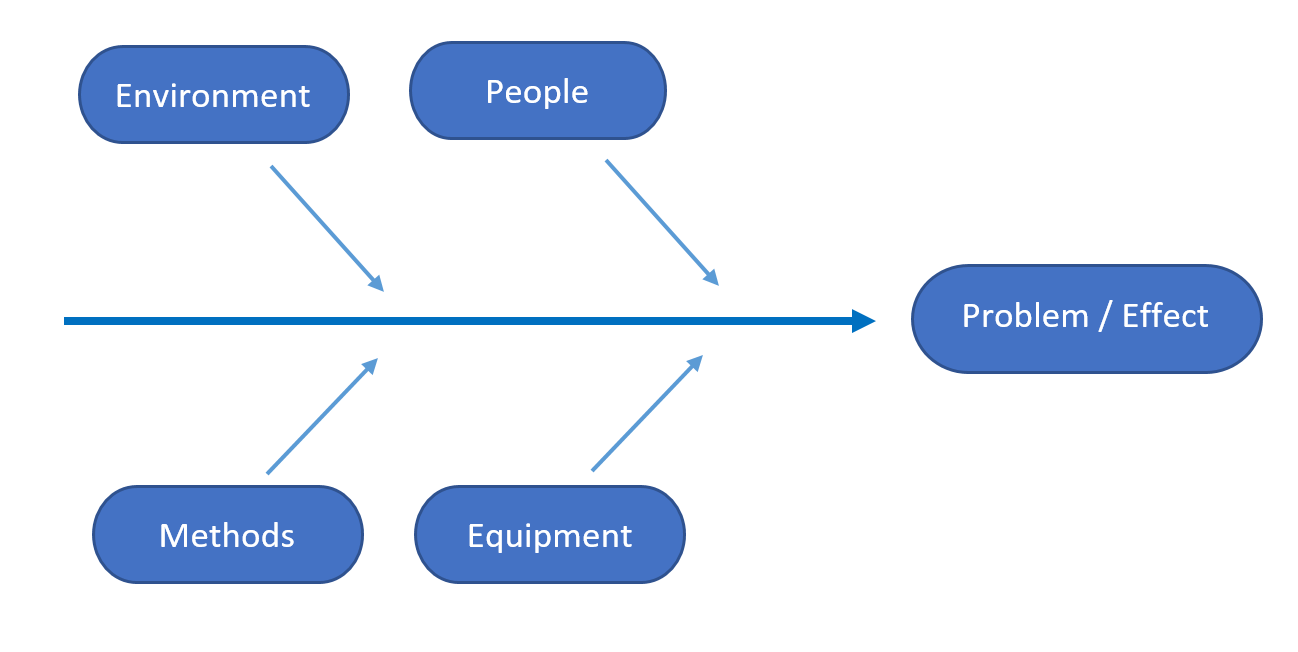
مرحلهٔ دوم رسم دیاگرام علت و معلولی

۳- هر یک از دسته‌های اصلی را در نظر بگیرید و دلایل احتمالی ایجاد مشکل را با استفاده از ذهن انگیزی (به انگلیسی: Brainstorming) بیان کنید. سپس، هر یک را بررسی کنید تا «عللِ علل» را به صورت خاص‌تر شناسایی کنید. منشعب کردن را ادامه دهید تا هر علت احتمالی مشخص شود. درصورتی که علتی پیچیده باشد، می‌توانید آن را به علل فرعی تقسیم کنید. آنها را به صورت خطوط بیرون آمده از هر خط علت نشان دهید.

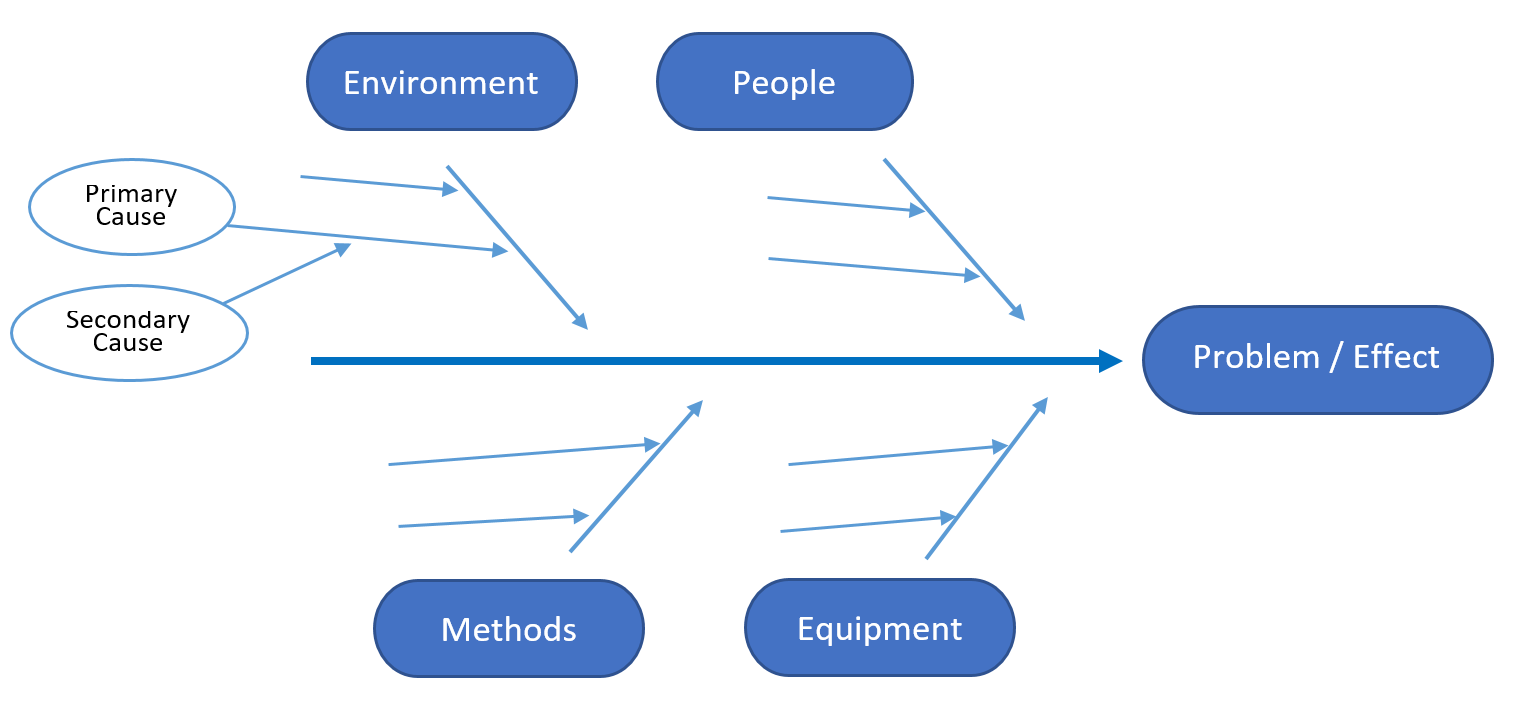
مرحلهٔ سوم رسم دیاگرام علت و معلولی

۴- نمودار خود را تجزیه و تحلیل کنید. در این مرحله شما باید یک نمودار داشته باشید که تمام علل احتمالی مشکل/ معلول مد نظر شما را نشان دهد. بسته به پیچیدگی و اهمیت مسئله، اکنون می‌توانید محتمل‌ترین علل را بیشتر بررسی کنید. این کار ممکن است شامل تنظیم مصاحبه، انجام نقشه‌برداری از فرایند2 یا نظرسنجی باشد که می‌توانید برای صحیح بودن علل شناسایی شدهٔ خود استفاده کنید.

## مثال کاربردی
تیم جراحی عمومی بیمارستان بولتون3 از تجزیه و تحلیل علت و معلولی با کمک آنالیز علل ریشه‌ای با استفاده از پنج چرا برای شناسایی موانع اجرای طرح جدیدشان در مورد درد شکم و چگونگی غلبه بر این موانع استفاده کردند.